# Sleepy Hollow Lake (comté de Greene, New York)
Sleepy Hollow Lake est une census-designated place du comté de Greene, dans l'État de New York, aux États-Unis. En 2020, elle compte une population de 1 153 habitants.